# Liste von Fernstraßen in Tunesien
Diese Liste zeigt die Straßen in Tunesien auf. Es gibt vier Typen von Straßen, zum ersten die Autobahnen beginnend mit A, zum zweiten Fernstraßen beginnend mit N/RN (Routes nationales), zum dritten Regionalstraßen beginnend mit R/RR (Routes régionales) und zum vierten die Lokalstraßen beginnend mit einem L/RL (Routes locales). Die Straßenverwaltung liegt in der Verantwortung des staatlichen Unternehmens Société Tunisie Autoroutes mit Sitz in Tunis unter dem Ministère de l’Équipement, de l’Habitat et de l’Aménagement du territoire.

## Autobahnen
| Nummer | Verlauf           | in Betrieb | im Bau | in Planung |
| ------ | ----------------- | ---------- | ------ | ---------- |
| A1     | Tunis – Gabes     | 340 km     | 250 km | 0 km       |
| A3     | Tunis – Bou Salem | 120,3 km   |        | 80 km      |
| A4     | Tunis – Bizerte   | 51 km      | 0 km   | 0 km       |

## Nationalstraßen
| Kurz | Name | Verlauf                                            | Länge  |
| ---- | ---- | -------------------------------------------------- | ------ |
|      | N1   | Tunis – Ben Gardane – Grenze nach Libyen           | 580 km |
|      | N2   | Enfidha – As-Suhayrah                              | 225 km |
|      | N3   | Tunis – Hazoua – Grenze nach Algerien              | 490 km |
|      | N4   | Al Fahs – Kalâat Khasba – Grenze nach Algerien     | 215 km |
|      | N5   | Tunis – Sakiet Sidi Youssef – Grenze nach Algerien | 215 km |
|      | N6   | Medjez el-Bab – Ghardimaou – Grenze nach Algerien  | 145 km |
|      | N7   | Tunis – Tabarka – Grenze nach Algerien             | 195 km |
|      | N8   | Tunis – Bizerte                                    | 70 km  |
|      | N9   | Tunis – La Marsa                                   | 30 km  |
|      | N10  | Tunis – Karthago                                   | 20 km  |
|      | N11  | Beja – Bizerte                                     | 100 km |
|      | N12  | Sousse – Le Kef                                    | 230 km |
|      | N13  | Sfax – Kasserine                                   | 260 km |
|      | N14  | Sfax – Gafsa                                       | 200 km |
|      | N15  | Gabès – Thélepte – Grenze nach Algerien            | 255 km |
|      | N16  | Gabès – Degache – Tozeur – Grenze nach Algerien    | 270 km |
|      | N17  | Tabarka – Nebeur                                   | 270 km |
|      | N18  | Dougga – El Felba – Grenze nach Algerien           | 100 km |
|      | N19  | Medenine – Remada – Grenze nach Libyen             | 245 km |
|      | N20  | Medenine – Douz                                    | 160 km |